# Belutschistania squamalis
Belutschistania squamalis är en fjärilsart som beskrevs av Hans Georg Amsel 1951. Belutschistania squamalis ingår i släktet Belutschistania och familjen mott. Inga underarter finns listade i Catalogue of Life.